# George Soros
George Soros (/ˈsɔːroʊs/ ou /ˈsɔːrɒs/; em húngaro:  György Soros, pronunciado [ˈʃoroʃ ˈɟørɟ]; nascido como György Schwartz; Budapeste, 12 de agosto de 1930) é um investidor e filantropo húngaro-estadunidense. Em março de 2025, tinha um patrimônio líquido de 7,2 mil milhões de dólares, tendo doado mais de 32 mil milhões de dólares às Open Society Foundations, das quais 15 mil milhões já foram distribuídos, representando 64% da sua fortuna original. Em 2020, a Forbes chamou Soros o "doador mais generoso" em termos de percentagem de património líquido.

## Biografia
Nascido em Budapeste numa família judia secular, Soros sobreviveu à ocupação nazi da Hungria e mudou-se para o Reino Unido em 1947. Estudou na London School of Economics e recebeu um BSc em filosofia em 1951 e, posteriormente, um mestrado em filosofia em 1954. Soros iniciou a sua carreira a trabalhar em banco de investimento britânicos e americanos, antes de fundar o seu primeiro fundo de cobertura, Double Eagle, em 1969. Os lucros deste fundo forneceram o capital inicial para a Soros Fund Management, o seu segundo fundo de cobertura, em 1970. O Double Eagle foi renomeado para Quantum Fund e foi a principal empresa que Soros aconselhou. Na sua fundação, o Quantum Fund tinha 12 milhões de dólares em ativos sob gestão e, em 2011, tinha 25 mil milhões de dólares, a maior parte do património líquido total de Soros.

## Carreira
Soros é conhecido como "O Homem Que Quebrou o Banco da Inglaterra" devido à sua venda a descoberto de 10 mil milhões de dólares em libra esterlina, que lhe rendeu um lucro de 1 mil milhão de dólares, durante a crise cambial do Reino Unido em 1992, conhecida como Quarta-Feira Negra. Com base nos seus estudos iniciais de filosofia, Soros formulou a Teoria Geral da Reflexividade para os mercado de capitais, para fornecer ideias sobre bolhas de ativos e o valor fundamental/de mercado dos títulos, bem como discrepâncias de valor utilizadas para vender a descoberto e trocar ações.

## Filantropia
Soros apoia causas políticas progressistas e liberais, às quais faz doações através das Open Society Foundations. Entre 1979 e 2011, doou mais de 11 mil milhões de dólares a várias causas filantrópicas. Em 2017, as suas doações para iniciativas civis para reduzir a pobreza e aumentar a transparência, e para bolsas de estudo e universidades em todo o mundo totalizaram 12 mil milhões de dólares. Influenciou a queda do comunismo na Europa de Leste no final dos anos 80 e início dos anos 90 e forneceu uma das maiores dotações para o ensino superior na Europa à Universidade Centro-Europeia na sua cidade natal húngara. O financiamento extensivo de causas políticas por Soros tornou-o um "bicho-papão dos nacionalistas europeus". Vários teóricos de extrema-direita promoveram alegações que caracterizam Soros como um perigoso "mestre dos fantoches" por trás de supostas conspirações globais. As críticas a Soros, que é de ascendência judaica, têm sido frequentemente consideradas teorias da conspiração antissemitas. Em 2018, o The New York Times relatou que "as teorias da conspiração sobre ele se tornaram mainstream, em quase todos os cantos do Partido Republicano".